# Rostryggig solfjäderstjärt
Rostryggig solfjäderstjärt (Rhipidura rufidorsa) är en fågel i familjen solfjäderstjärtar inom ordningen tättingar.

## Utbredning och systematik
Rostryggig solfjäderstjärt förekommer på och kring Nya Guinea och delas in i tre underarter med följande utbredning:
- R. r. rufidorsa – österut i norr till Astrolabe Bay, österut i söder åtminstone till Fly River; även öarna Misool och Yapen
- R. r. kumusi – östra Nya Guinea (från norra sluttningen av Southeastern Peninsula, men troligen även västerut till Astrolabe Bay)
- R. r. kubuna – östra Nya Guinea utmed sydsluttningen på Southeastern Peninsula

## Status
IUCN kategoriserar arten som livskraftig.